# 1,3-Dihloropropen
1,3-Dihloropropen je organohlorno jedinjenje, koje je u prodaji pod mnoštvom naziva. On je bezbojna tečnost prijatnog mirisa. Ovaj materijal se rastvara u vodi i lako isparava. On se uglavnom koristi u poljoprivredi kao pesticid, specifično kao presetveni fumigant i nematicid. Početak njegove poljoprivredne primene datira iz 1950-tih godina. On je u šikoroj upotrebi u SAD i nizu drugih zemlja. U Evropskoj uniji je u toku proces izvođenja iz upotrebe ovag materijala.

## Proizvodnja i biodegradacija
1,3-Dihloropropen je nusproizvod hlorinacije propena pri pravljenju alil hlorida.
On se obično dobija kao smeša geometrijskih izomera, zvanih Z-1,3-dihloropropen, i E-1,3-dihloropropen. Poznata su dva puta biodegradacije ovog materijala. Jedan od njih je degradacija hlorougljenika do acetaldehida preko hloroakrilne kiseline.

## Bezbednost
TLV-TWA za 1,3-dihloropropen (DCP) je 1 ppm. On je kontaktni iritant. Poznat je širok opseg komplikacija.

### Karcinogenost
Evidencija karcinogenosti 1,3-dihloropropena kod ljudi je neadekvatna, mada rezultati nekoliko testova raka pružaju adedekvatne dokaze karcinogenosti kod životinja. U SAD je Ministarstvo za Zdravstvo utvrdilo da se može očekivati da je 1,3-dihloropropen karcinogen. Internacionalna agencija za istraživanje raka (IARC) je ustanovila da je moguće da je 1,3-dihloropropen karcinogen kod ljudi. EPA agencija klasifikuje 1,3-dihloropropen kao mogući ljudski karcinogen.

## Osobine
1,3-Dihloropropen je organsko jedinjenje, koje sadrži 3 atoma ugljenika i ima molekulsku masu od 110,970 .
| Osobina                  | Vrednost |
| ------------------------ | -------- |
| Broj akceptora vodonika  | 0        |
| Broj donora vodonika     | 0        |
| Broj rotacionih veza     | 1        |
| Particioni koeficijent ( | 1,5      |
| Rastvorljivost (logS, log(mol/L))       | -1,7     |
| Polarna površina (PSA, Å2)  | 0,0      |

## Literatura
- Clayden, Jonathan; Greeves, Nick; Warren, Stuart; Wothers, Peter (2001). Organic Chemistry (I изд.). Oxford University Press. ISBN 978-0-19-850346-0.
- Smith, Michael B.; March, Jerry (2007). Advanced Organic Chemistry: Reactions, Mechanisms, and Structure (6th изд.). New York: Wiley-Interscience. ISBN 0-471-72091-7.
- Katritzky A.R.; Pozharskii A.F. (2000). Handbook of Heterocyclic Chemistry (Second изд.). Academic Press. ISBN 0080429882.

## Spoljašnje veze
- ATSDR Toxicological Profile (9.2 MB)
- CDC - NIOSH Pocket Guide to Chemical Hazards